# بوبي هوب (لاعب كرة قدم أمريكية)
بوبي هوب (بالإنجليزية: Bobby Hoppe)‏ هو لاعب كرة قدم أمريكية أمريكي، ولد في 13 نوفمبر 1934 في تشاتانوغا في الولايات المتحدة، وتوفي في 7 أبريل 2008.